# Chlorostilbon russatus
La esmeralda bronceada o esmeralda cobriza (Chlorostilbon russatus) es una especie de ave apodiforme de la familia Trochilidae —los colibríes— perteneciente al género Chlorostilbon. Es nativa de una restringida región del noroeste de América del Sur.

## Distribución y hábitat
Se distribuye por el norte de Colombia (bajo valle del río Magdalena y región de Santa Marta) y en la Serranía del Perijá (frontera noreste de Colombia-noroeste de Venezuela).
Esta especie es considerada de poco común a localmente común, pero de distribución irregular, en sus hábitats naturales: los matorrales, lindes de bosques y zonas cultivadas como plantaciones y granjas; desde el nivel del mar hasta los 2600 m de altitud, más común entre 500 y 1700 m. Se alimenta a alturas bajas a moderadas, en torno a los cuato a doce metros del suelo.

## Sistemática

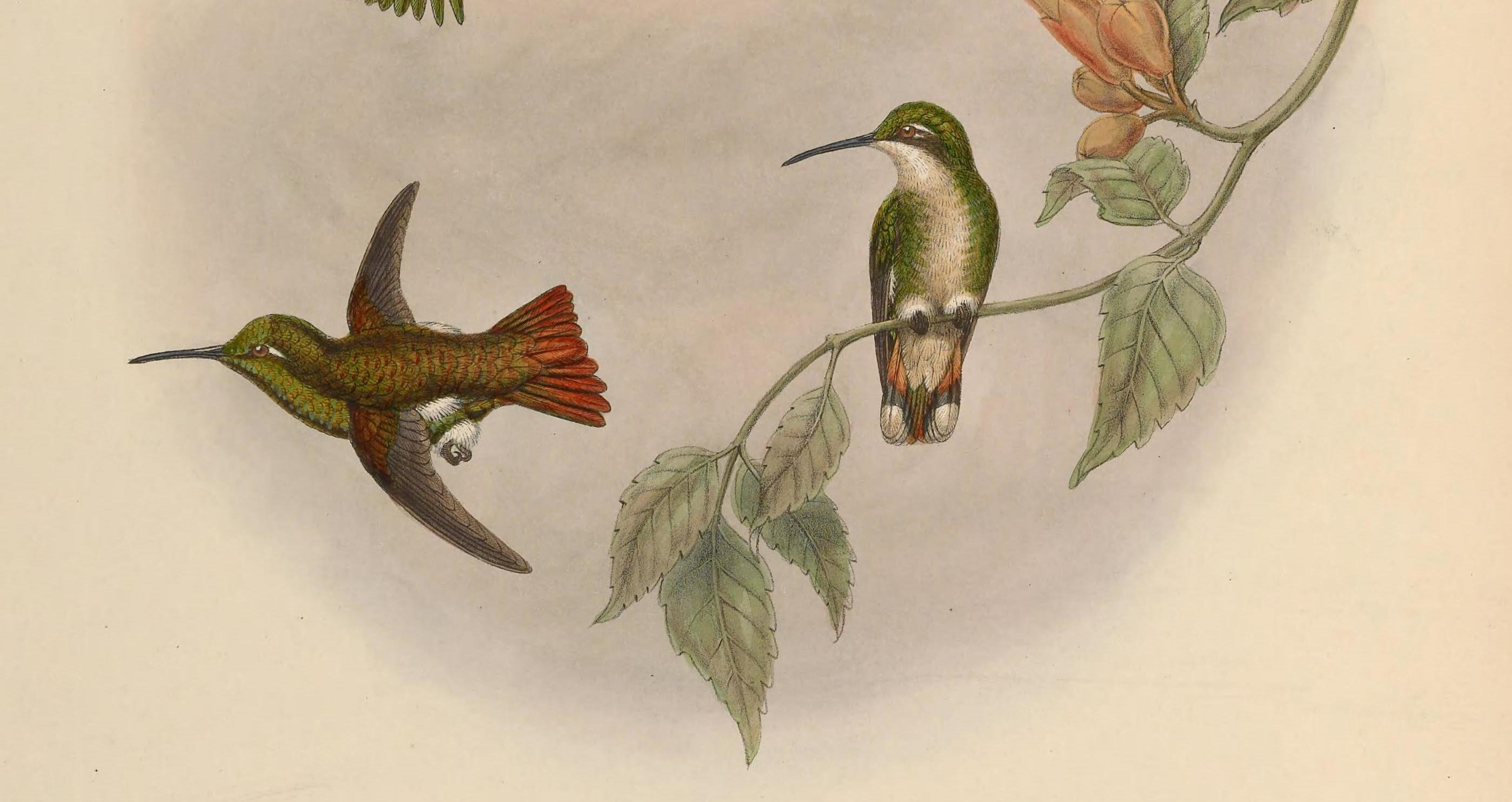
Panychlora russata (macho y hembra), ilustración de Gould y Hart en A monograph of the Trochilidae, or family of humming-birds Supplement, 1881.

### Descripción original
La especie C. russatus fue descrita por primera vez por los zoólogos británicos Osbert Salvin y Frederick DuCane Godman en 1881 bajo el nombre científico Panychlora russata; su localidad tipo es: «Manaure, San Sebastián y San José, Santa Marta, Colombia.»

### Etimología
El nombre genérico masculino «Chlorostilbon» se compone de las palabras del griego «khlōros» que significa ‘verde’, y «stilbōn» que significa ‘brillante’, un epíteto del planeta Mercurio; y el nombre de la especie «russatus», en latín significa ‘vestido de rojo’, ‘enrrojecido’.

### Taxonomía
Es monotípica.